# Kirche St. Maria Lantsch/Lenz

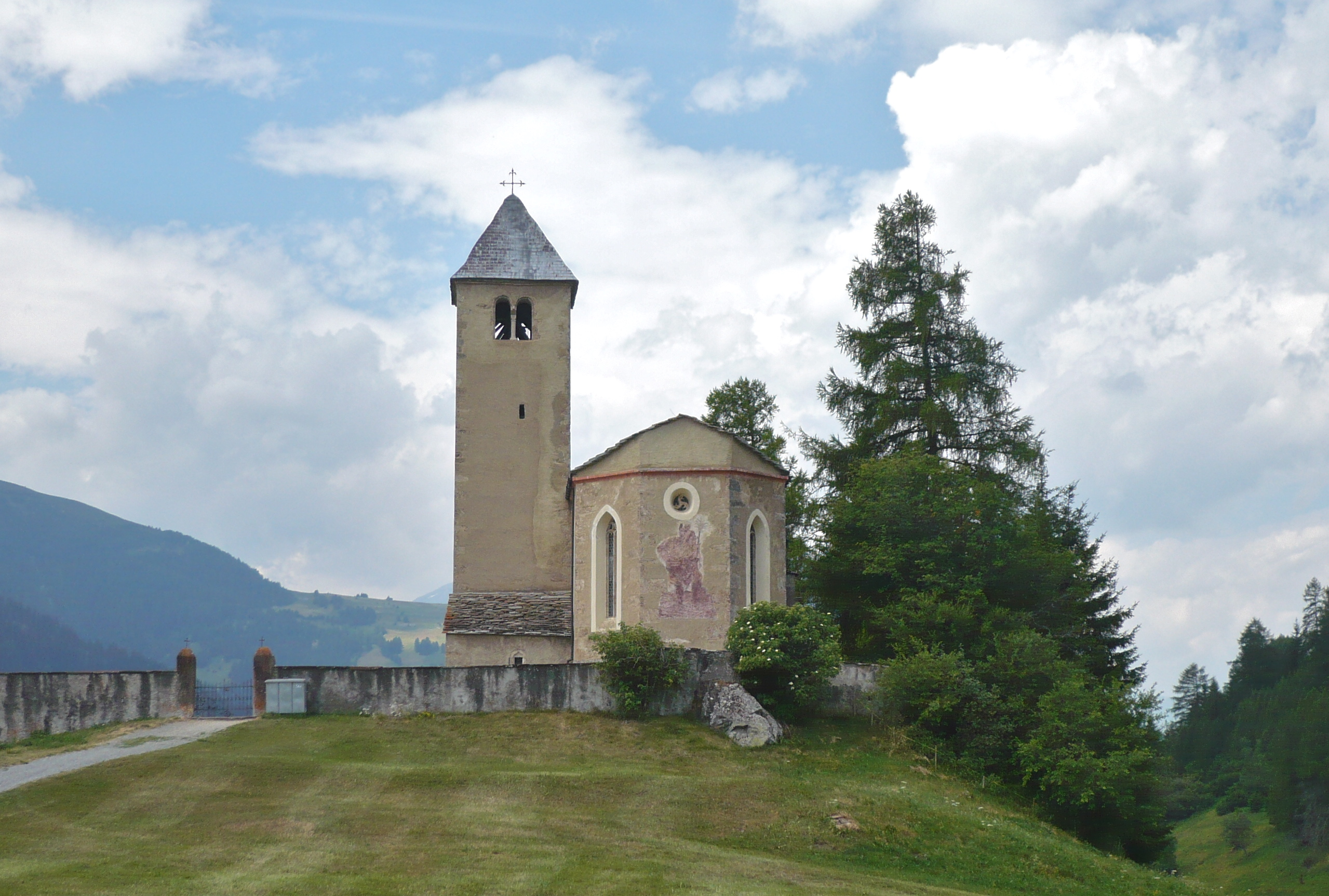
Ansicht von Osten

Die alte Pfarrkirche St. Maria steht westlich des Dorfes Lantsch/Lenz im Kanton Graubünden in der Schweiz.

## Geschichte
Im Jahr 831 wird die Kirche erstmals erwähnt: est ibi ecclesia Stae Mariae caum decima de ipse villa. Aus dieser Zeit stammen die Mauern des Kirchenschiffes. Diese erste Anlage, ein flachgedecktes Kirchenschiff mit halbrunder Apsis, wurde im 12. Jahrhundert durch den romanischen Turm ergänzt. 1504/05 wurde der Chor neu gebaut, das Langhaus eingewölbt und Fenster eingebaut. Baumeister war gemäss einer Inschrift hinter dem Hochaltar der bekannte Peter von Bamberg. Am 7. Oktober 1509 wurde die Kirche mit nunmehr  drei Altären vom Churer Weihbischof Stephan Tschuggeli neu geweiht. Wenige Jahre später entstanden Sakristei und Beinhaus.
1626 erfolgte eine erste Renovation und nach 1663 wurde die Kirche nur noch als Begräbniskirche genutzt. Ein drohender Zerfall wurde 1909 bis 1911 durch eine Aussenrenovation verhindert. Bei der folgenden Innenrenovation 1913 und 1914 wurden die früher eingebaute Empore und Kanzel entfernt und die Wandmalereien des 14. Jahrhunderts durch Christian Schmidt aus Zürich restauriert. Bei der letzten Restaurierung von 1991 bis 1993 wurde die grau-weisse Originalfassung des Netzrippengewölbes wieder hergestellt.

## Gebäude

### Äusseres

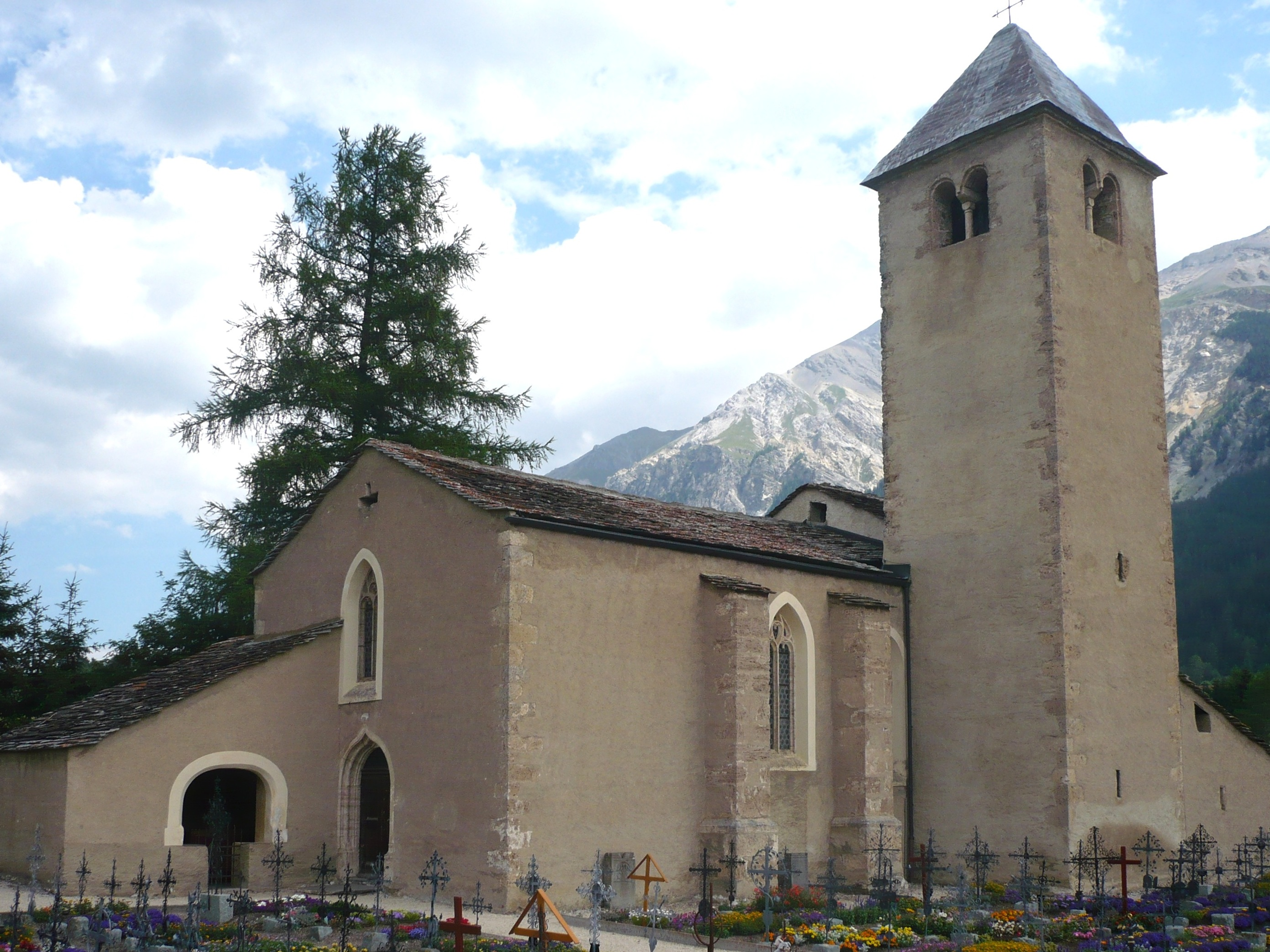
Ansicht von Südwesten

Die Kirche ist ein einfacher Satteldachbau mit einer Giebelfassade im Westen. Vor dem Eingang steht das Beinhaus mit rundbogigem Zugang und flachem Tonnengewölbe.
Der polygonale Chor zeigt an der Südseite zwei Spitzbogenfenster mit Fischblasenmasswerk, unter dem Rundfenster am Chorhaupt ist auf der Ostseite ein Wandgemälde des Christophorus zu sehen, vermutlich aus dem 16. Jahrhundert. Der romanische Turm mit schmalen Lichtscharten, doppelbogigen Schallfenstern und plattengedecktem Zeltdach steht auf der Südseite der Kirche. Auf seiner Ostseite steht die kleine Sakristei, die kurz nach dem Bau des Chors erstellt wurde.

### Inneres
Auffallend ist das grau-weisse Netzrippengewölbe mit seiner komplizierten asymmetrischen Struktur. Der Schlussstein im Osten trägt das Meisterzeichen des Peter von Bamberg.
Die Nordwand ist fensterlos, an der Südwand haben sich neben den gotischen Spitzbogenfenstern zwei von aussen vermauerte Rundbogenfenster aus der Karolingerzeit erhalten. Der geostete Chor wird durch einen Chorbogen vom Langhaus getrennt. Eine Bauinschrift unter dem Rundbogenfenster nennt neben dem Baumeister auch den Pfarrer Bartholomeus Malet. An der Nordseite im Chor ist das Sakramentshäuschen von 1504 angebracht.

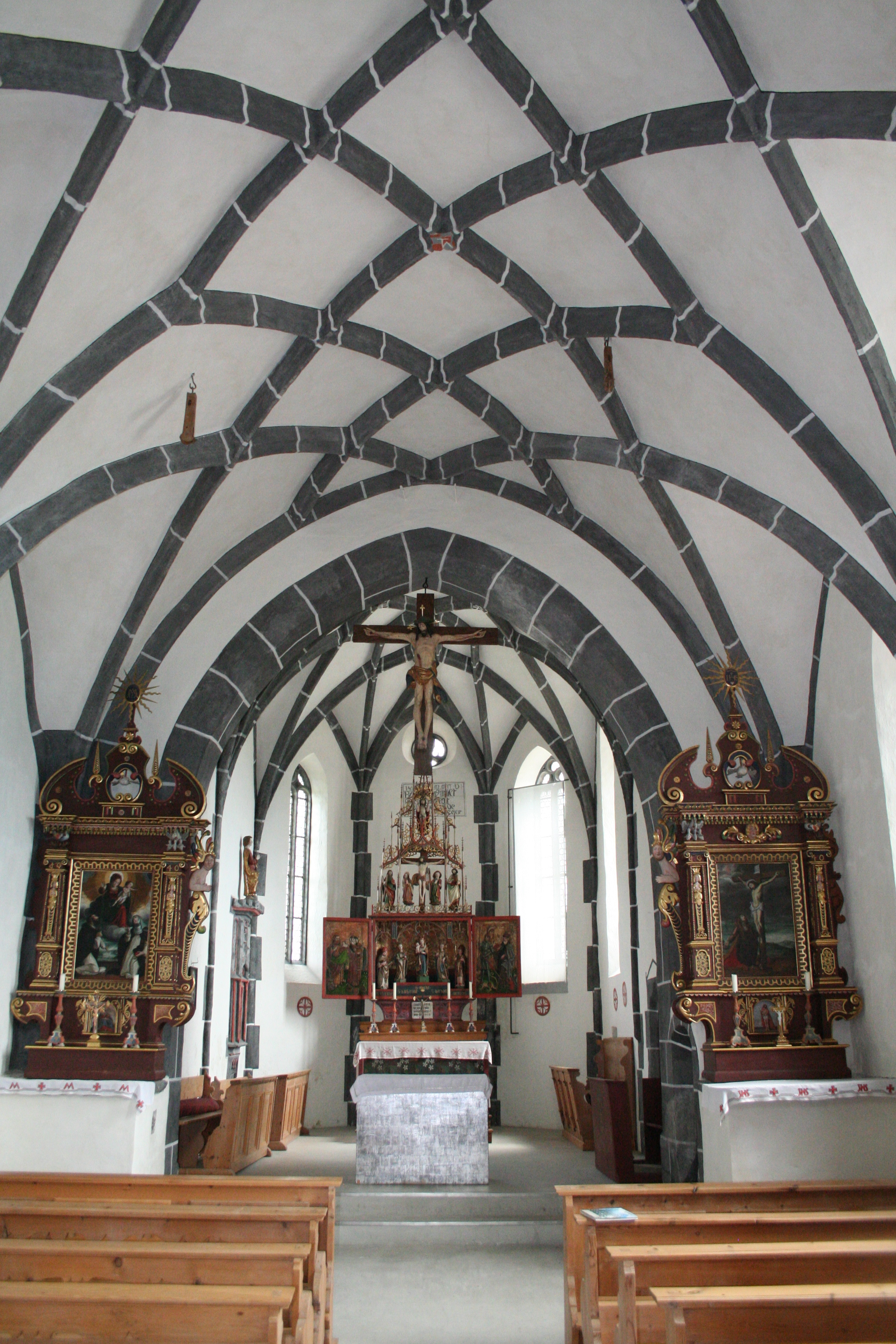
Blick zum Chor
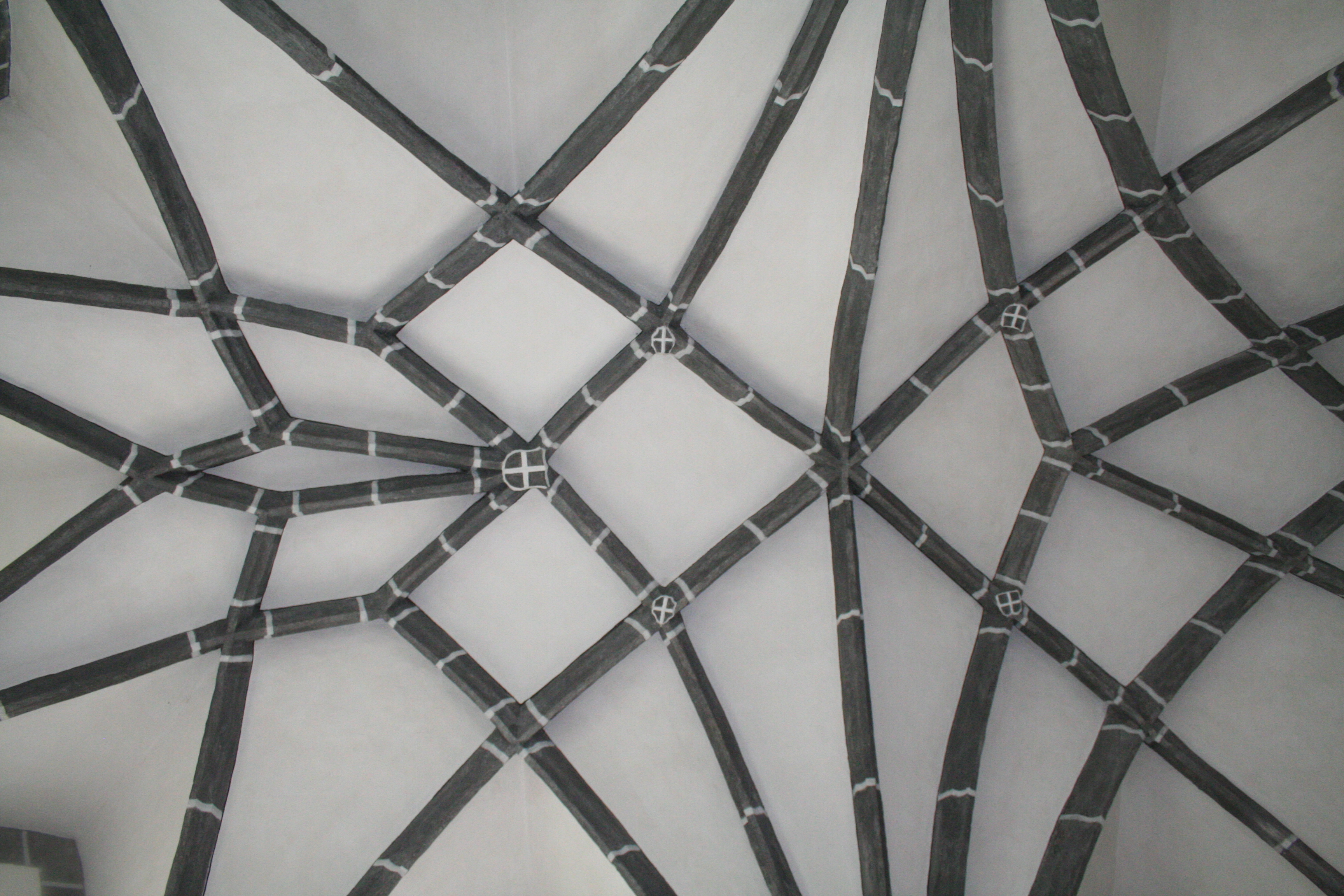
Netzgewölbe
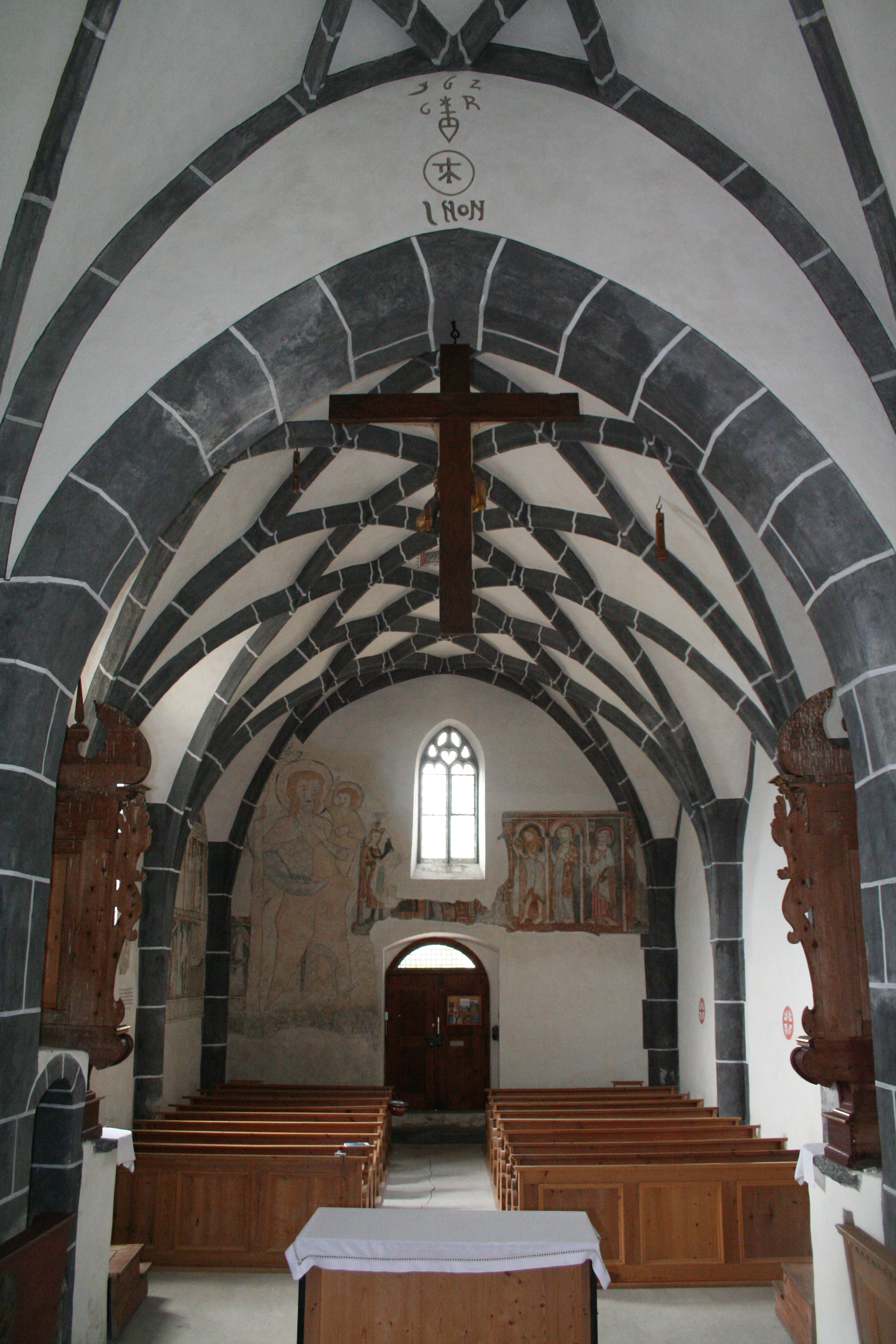
Blick zum Eingang

### Malereien
Die Malereien stammen aus drei verschiedenen Etappen und entstanden im Verlauf des 14. Jahrhunderts. Zu seinem Beginn entstand die Figur des Christophorus an der Westseite. Das Bild wird dem Kreis des Waltensburger Meisters zugeschrieben und zeigt den gleichen linearen Flächenstil, wie er im Passionszyklus der Reformierten Kirche Waltensburg anzutreffen ist.
Nördlich daran schliesst sich ein Bilderstreifen mit einer Reihe von Heiligenfiguren aus der Mitte des Jahrhunderts an. Die linke Seite wurde 1505 durch den Einbau eines Fensters zerstört.
Die drei Bildstreifen an der Südwand entstanden gegen das Ende des Jahrhunderts und zeigen einen biblischen Zyklus mit Darstellungen aus dem alten und neuen Testament. Die Bilder wurden al secco ausgeführt und werden dem Rhäzünser Meister zugeschrieben, der in der Kirche von Sogn Gieri in Rhäzüns die vom Waltensburger Meister begonnene Arbeit vollendete.

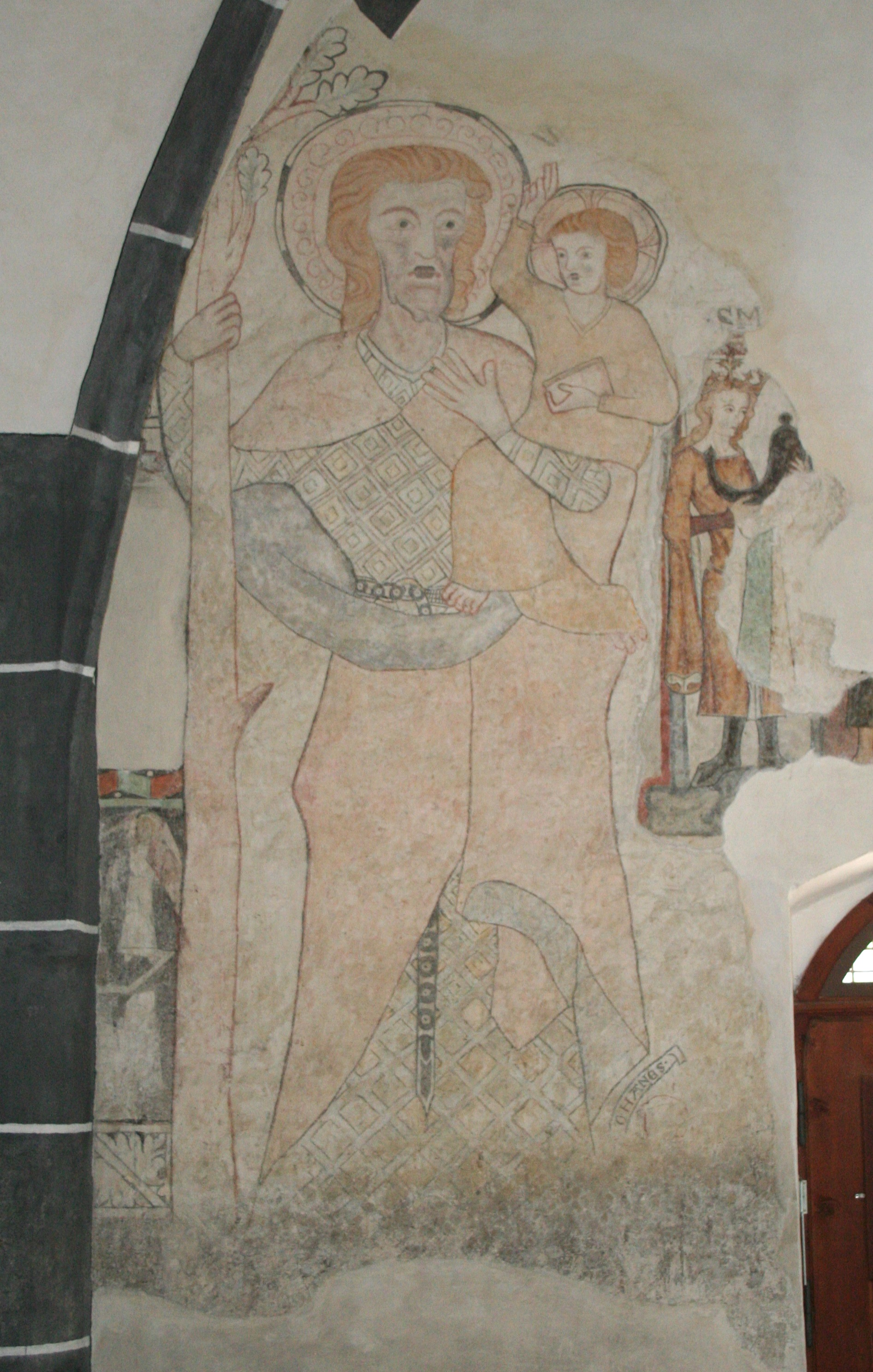
Christophorus
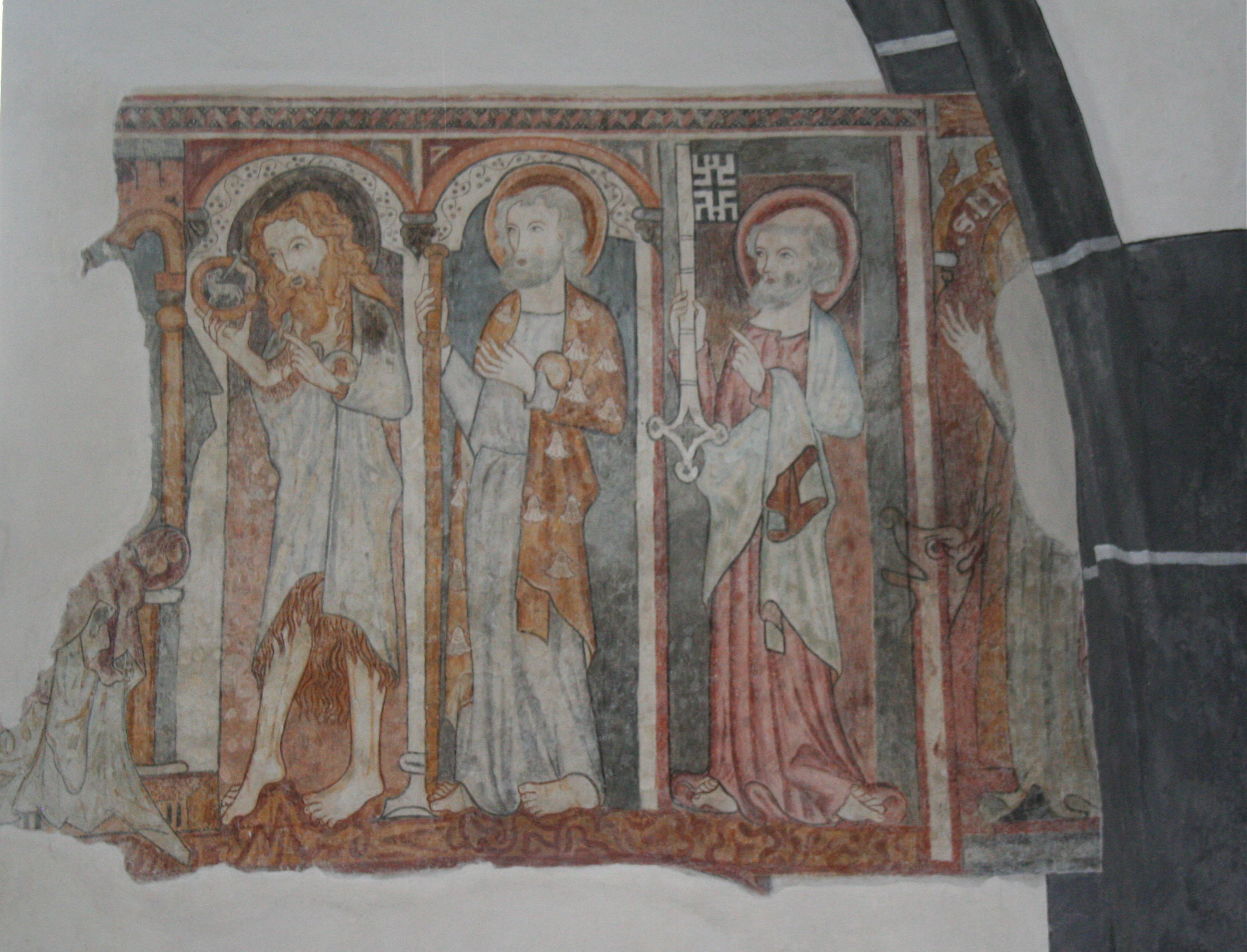
Heiligenband
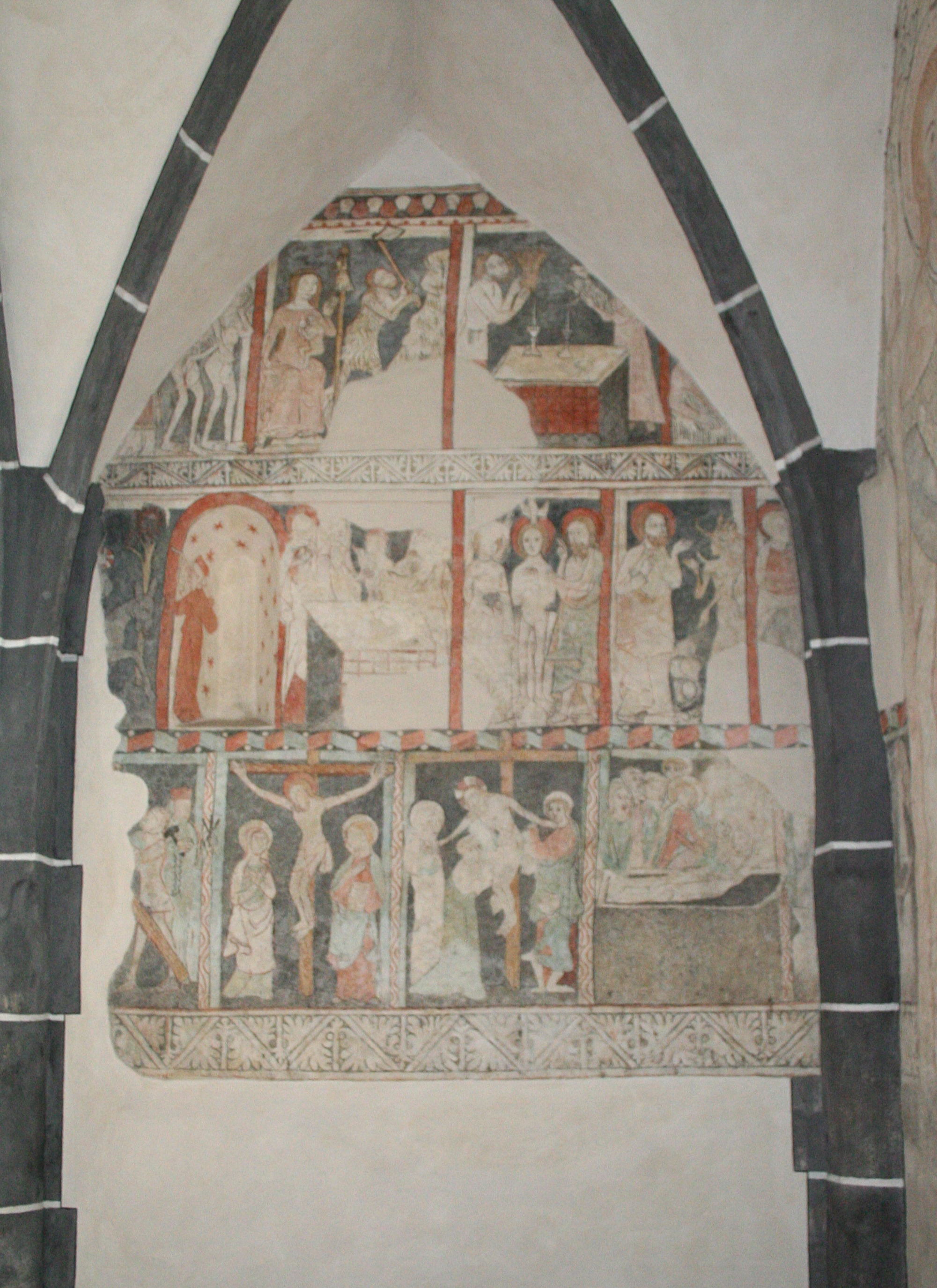
Bibelzyklus

## Ausstattung
Der spätgotische Flügelaltar, der zweitälteste des Kantons Graubünden, stammt aus dem Jahr 1479, wie eine Inschrift auf der Predella zeigt. Die Initialen h.h. könnten auf Hans Huber aus Feldkirch deuten, der schon die Malereien am Altar von Tumegl/Tomils ausführte.
Im Schrein steht eine Madonna im Strahlenkranz, begleitet von den Heiligen Florinus und Katharina (links) und Nikolaus von Myra und Barbara (rechts). In geschlossenem Zustand zeigt die Werktagsseite eine Verkündigungsszene an Maria. Die bemalten Innenseiten der Flügel zeigen rechts Georg mit dem Drachen und Antonius Abbas, links Johannes der Täufer und Luzius von Chur, den Schutzpatron des Bistums Chur. 
Die Seitenaltäre aus der Spätrenaissance entstanden um 1640. Der Altar links wurde von der Rosenkranzbruderschaft gestiftet und zeigt die Rosenkranzspende an die knienden Heiligen Dominikus und Katharina von Siena. Den Altar rechts spendete die Bruderschaft von der Todesangst Christi. Das Altarblatt zeigt Christus am Kreuz und Maria Magdalena.
Das Kruzifix entstand um 1475 und stammt von einem unbekannten Meister.

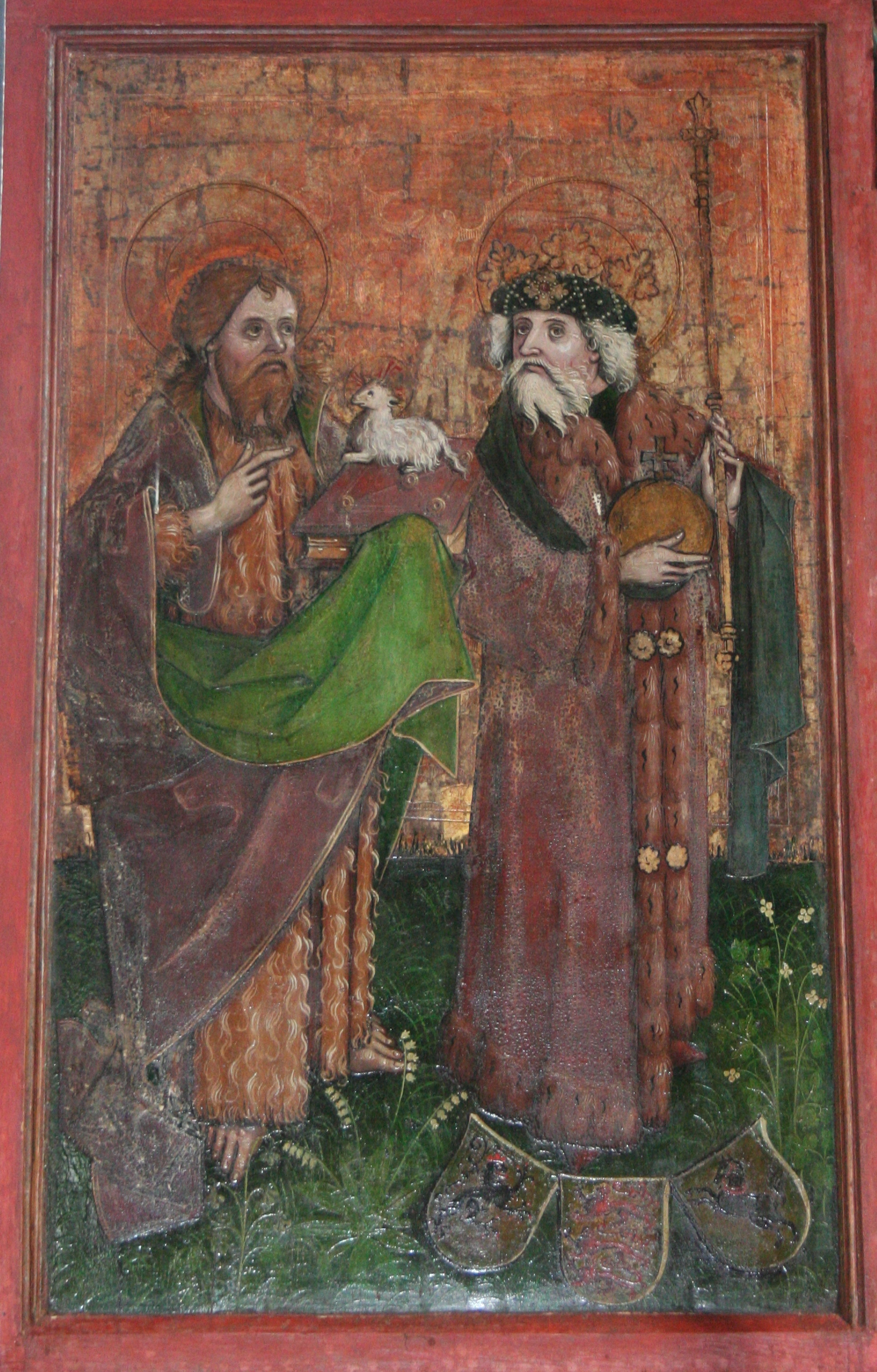
linkes Altarbild
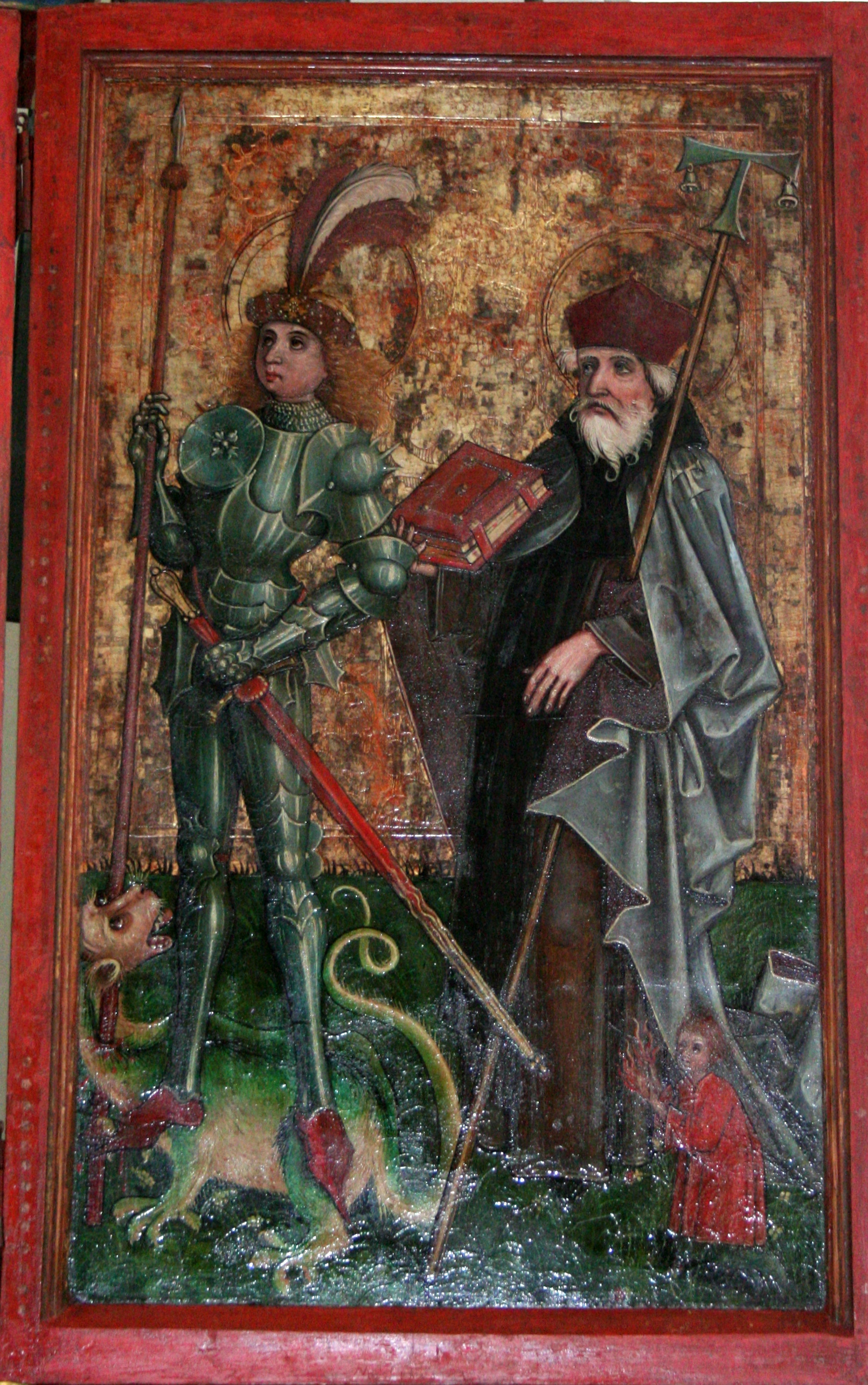
rechtes Altarbild
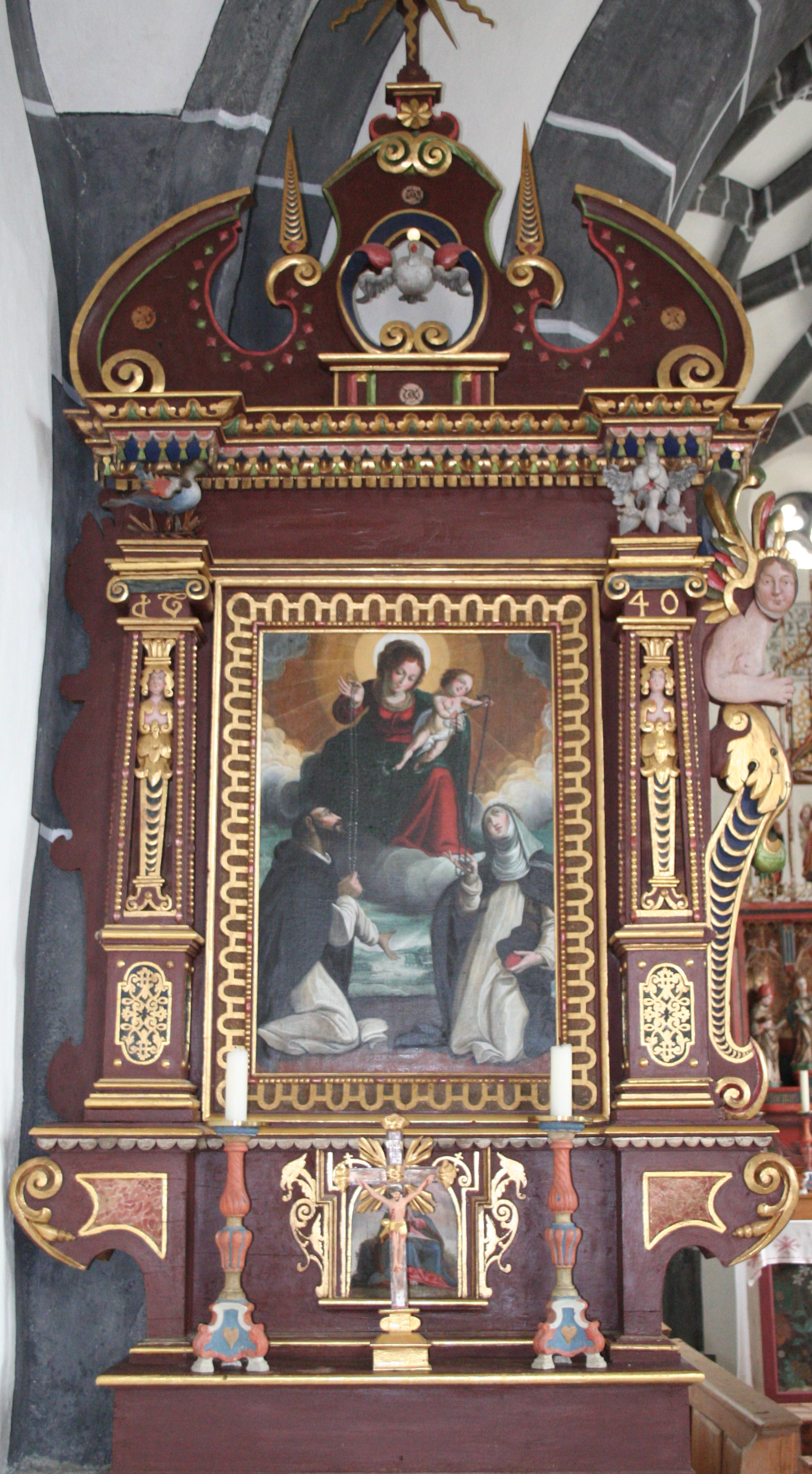
linker Seitenaltar
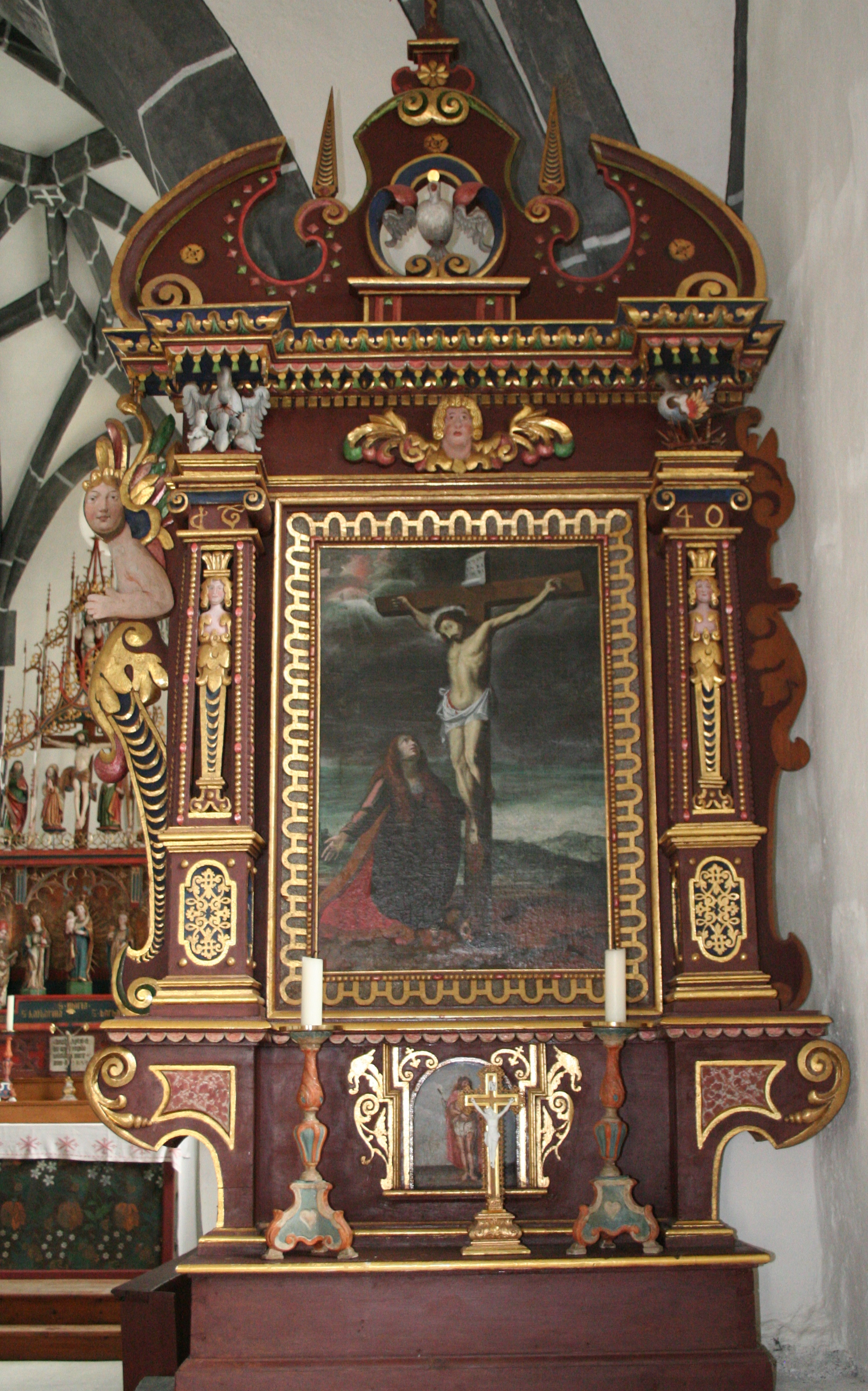
rechter Seitenaltar

## Grabkreuze

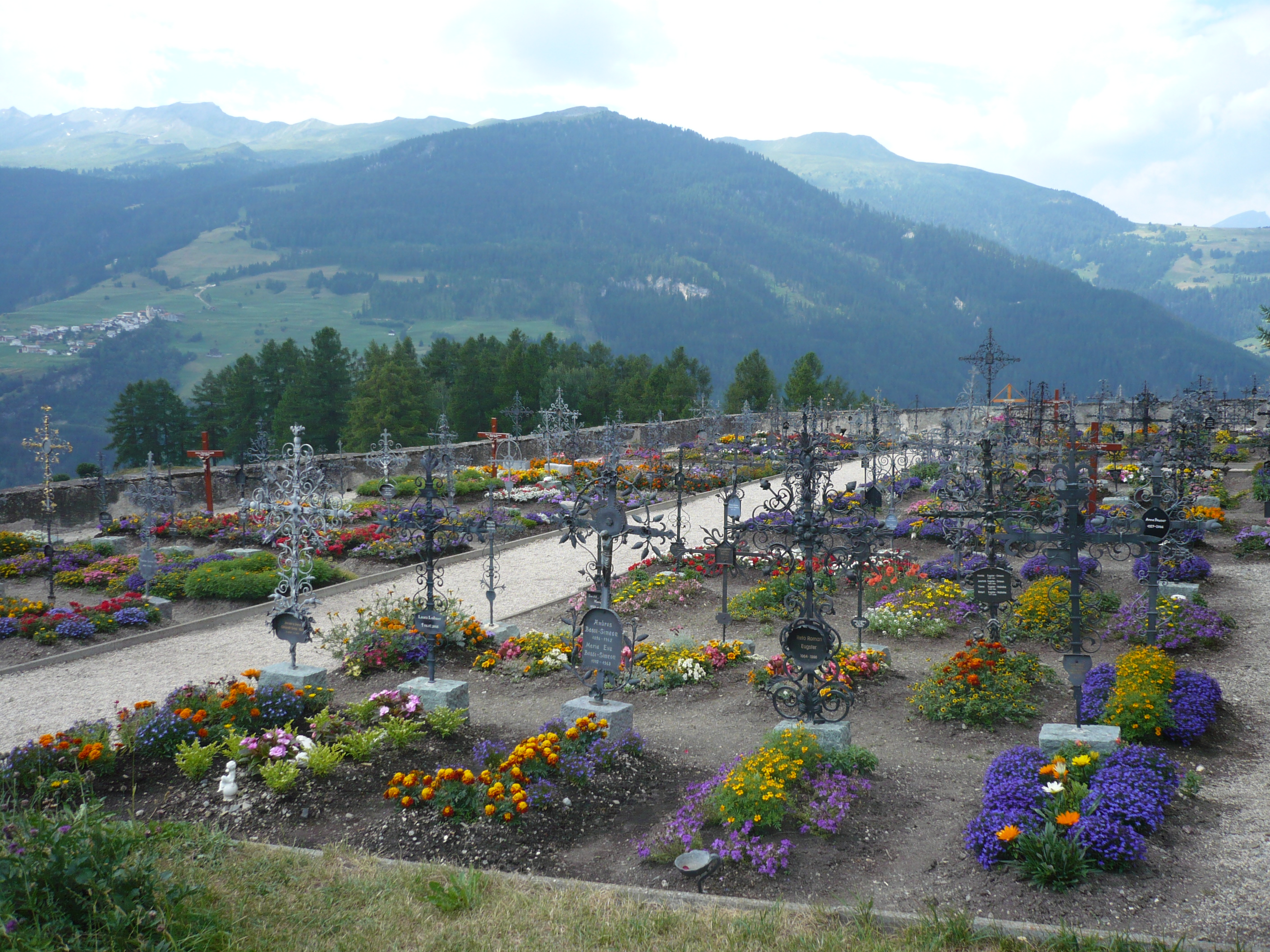
Friedhof

Der Lantscher Pfarrer Joseph Willimann (1919–1976) erreichte, dass alle steinernen oder gusseisernen Grabkreuze durch die alten, meist seit Generationen aufbewahrten schmiedeeisernen Grabkreuze ersetzt wurden. Rund 140 alte Kreuze sind erhalten geblieben. Ihre Entstehung fällt in die Zeit vom 16. bis zum Ende des 19. Jahrhunderts. Stilistisch sind etwa 20 der Gotik, etwa 50 je der Renaissance und dem Barock und die restlichen dem 19. Jahrhundert zuzuweisen. Dazu kommen rund achtzig Kreuze aus dem 20. Jahrhundert. Jedes der alten Kreuze ist registriert und die Familien verpflichteten sich, keines davon zu verkaufen.  So bietet der Friedhof heute das Bild einer einheitlichen Geschlossenheit.

## Gedicht
Der Kapuzinerpater Alexander Lozza, der bedeutendste Dichter des rätoromanischen Idioms Surmiran, liess sich von der Kirche zu einem Gedicht inspirieren. Das Gedicht wurde 1944 vom Komponisten Ernst Bröchin vertont und gehört noch heute zu den bekanntesten Werken der rätoromanischen Männerchorliteratur. (Deutsche Uebersetzung aus dem Heimatbuch: "Lantsch/Lenz, Ein Bergdorf einst und heute")
| La baselgia viglia da Lantsch Baselgigna, semi d'art passo, fegn cussign, sen fegn plimatsch puso, sper ties meirs, schi grischs, igls morts on pôss, dad en plant e cant digl gôt ninnos. L'Alvra bragia se digl letg profond; ma la pizza, ota sur digl mond, canta, chinta d'en biia reveir! An speranza egl en lev durmeir. Scu chel monumaint è renuvo, refluria, scu ruser digl pro, gist usche reveivas te en de: giovna speia, prui ties corp puspe. | Die alte Kirche von Lantsch Kirchlein, Traum vergangener Kunst, wie feine Stickerei auf einem weichen Kissen gelegen. Neben deinen Mauern finden die Toten ihre Ruhe. Die Albula weint aus ihrem tiefen Bett empor, doch die hohen Berge singen und erzählen von besseren Zeiten. In dieser Hoffnung sind wir zuversichtlich. Denn so, wie das Kirchlein in neuem Glanz erscheint, so werden auch unsere Seelen dann eines Tages in Gott neu erblühen. |